# Mikkel Konradsen Ceïde
Mikkel Konradsen Ceïde, né le 3 septembre 2001 à Finnsnes en Norvège, est un footballeur norvégien évoluant au poste de défenseur central au Rosenborg BK.

## Biographie

### En club
Né à Finnsnes en Norvège, Mikkel Konradsen Ceïde est formé avec le club du Finnsnes IL (en), avant de rejoindre le Rosenborg BK en 2017 pour y poursuivre sa formation. 
Il joue son premier match avec l'équipe première le 25 juillet 2021, en Coupe de Norvège, face au modeste club du Melhus IL. Il entre en jeu et son équipe s'impose sur le score de sept buts à zéro.
Il est prêté le 26 août 2021 au Ranheim Fotball jusqu'à la fin de la saison.
Le 21 mars 2022 il est prêté au club suédois de Utsiktens BK pour une saison.
Le 3 février 2023, Ceïde est prêté au Kristiansund BK pour une saison, soit jusqu'à la fin de l'année.
Le 31 août 2023, il est finalement rappelé de son prêt à Kristiansund et intègre l'équipe première de Rosenborg.
Le 8 mars 2024 Ceïde prolonge son contrat avec Rosenborg, étant désormais lié au club jusqu'en décembre 2026.
Le 1er décembre 2024, Ceïde marque son premier but pour Rosenborg et en première division norvégienne, face au Kristiansund BK. Titulaire, il participe à la victoire de son équipe par quatre buts à zéro,.

## Vie privée
Mikkel Konradsen Ceïde est le frère jumeau de Emil Konradsen Ceïde, lui aussi footballeur professionnel. Après avoir vécu ses premières années à Tromsø il déménage avec sa famille à Haïti lorsqu'il a huit ans. Il fait son retour en Norvège un an plus tard, seulement quelques semaines avant le séïsme qui frappe Haïti en 2010.